# 吉沢さりぃ
吉沢 さりぃ（よしざわ さりぃ、1985年〈昭和60年〉5月24日 - ）は、日本のライター、元グラビアアイドル。一時期、筒井 都（つつい みやこ）という芸名で活動していた。山梨県出身。

## 来歴
2005年、吉沢さりぃとしてデビュー。当時はAV女優事務所に所属。さまざまな芸能事務所に落ち続け、AV転向はないという条件で藁をもつかむ思いで入所。AV女優が断ったタレント案件をこなしていたが、正統派タレントになりたいと退所。
2009年8月、エクセルヒューマンエイジェンシーに所属。しかしグラビアの仕事の依頼がなかなかなく事務所経営のキャバクラに週3日出勤していた。
2010年に筒井 都に改名。
2014年、長い活動休止の後、吉沢さりぃに戻して芸能活動再開。
2016年時点でも収入の8割をアルバイトで稼いでおり「底辺グラドル」だと自認していた。
現在フリーにてライターとして活躍中。かつてはグラビアや撮影会を中心に活動していたが、現在はグラビアアイドルとしての活動は行っていない。
2023年7月26日、未婚の母として長男を出産。
2025年3月11日、自身のX（旧Twitter）で、同年2月末に結婚したことを発表した。

## 人物
- 趣味は、駅伝観戦（東洋大学駅伝部の熱烈なファン）、アイドル研究、居酒屋巡り。酒好きで[7]酒ドル（酒アイドル）を自認している。好きなお酒は氷結。
- 特技はキックボクシング。一気飲み。
- ミスFLASH2016 ファイナリストである[8]。

## 作品

### DVD
（旧）吉沢さりぃ名義
- ボヨン・ボイン（2005年、ぶんか社）
- スーパーボヨンボイン（2006年、ぶんか社）
- ユレユレ天国（2006年、竹書房）
- 恋するハミチチ（2007年8月、アウトビジョン）
- ぱいのPaiのパイ!（2007年12月）[9]
- ハミチチ全開!（2008年3月、アウトビジョン）

筒井都名義
- メーバス（2010年4月2日、オルスタックピクチャーズ）

吉沢さりぃ名義
- Juicy100%（2014年9月、オルスタック販売）
- ぽちゃプニ（2015年2月、イーネットフロンティア）
- 秘蜜の欲望（2016年7月、MEGABODY）
- 接写（2017年7月、グラウンエンターテイメント）
- Bomber girl（2020年2月、TWCC）

### 書籍
- 現役底辺グラドルが暴露する グラビアアイドルのぶっちゃけ話 （2016年11月 彩図社文庫）
- 最底辺グラドルの胸のうち（2019年5月17日、イーストプレス）[10]

### 漫画原作
- ド底辺グラドルさりぃ（徳間書店「週刊アサヒ芸能」2019年9月26日号‐2021年4月29日号・2022年11月10日号 - [11] ）漫画：プリプップ、原作とコラム

## 出演

### TV
- 招福！日本の元旦めでたいスペシャル（2010年1月1日 NHK）
- Car☆Xs（TOKYO MX） - レポーター
- ヨソで言わんとい亭〜ココだけの話が聞ける（秘）料亭〜（2015年10月22日 テレビ東京）
- 水曜日のダウンタウン（2016年6月29日 TBS）
- 生放送・今夜決心!? AV女優への転身を悩み中のグラドルにギリギリまでナマ体験してもらったら…（2019年2月21日、パラダイスTV）[12]
- 中居くん決めて!（2019年07月22日 TBS）

### ニコニコ生放送
- DEEP&DEEP JEWELSニコニコ生LIVE  アシスタント

### ウェブテレビ
- スピードワゴンの月曜The NIGHT（2020年9月15日、11月17日、ABEMA）[13]

### 雜誌
- 週刊プレイボーイ 2015年 12/14 号 『顔55点女子と付き合うメリット』
- 週刊プレイボーイグラビアスペシャル増刊 SUMMER2016 『底辺グラドル座談会』
- 週刊プレイボーイグラビアスペシャル増刊 GW2017 『飲んだくれ巨乳グラドル水着で酔っ払い座談会』